# 27 فستانا
27 فستانا ( 27 Dresses) هو فيلم كوميديا رومانسية أميركي 2008 من إخراج آن فليتشر وكتابة ألين بروش ماكينا. الفيلم من بطولة كاثرين هيغل وجيمس مارسدن. تدور قصة الفيلم حول (جين) وهي امرأة شابة تعمل اشبينة (وصيفة) للعرائس حتى أنها قامت بهذة المهمة 27 مرة، إلى أن جاء اليوم الذي ينبغي فيه أن تكون وصيفة أختها في حفل زواجها من الرجل المعجبة به. صدر الفيلم 18 يناير 2008.

## طاقم التمثيل

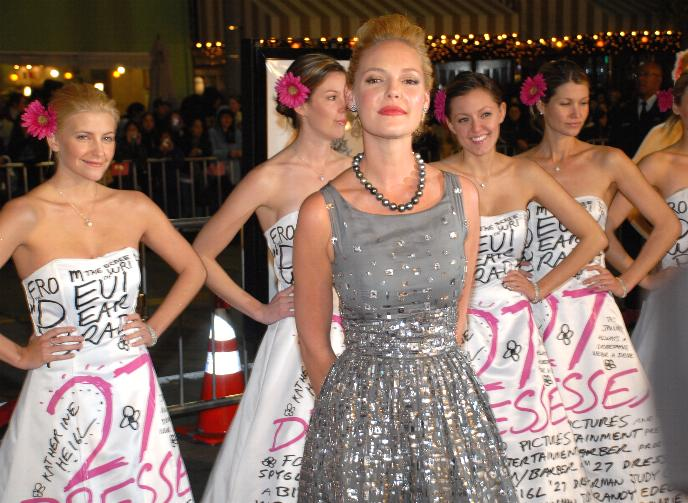

- كاثرين هيغل: جين نيكولز
- جيمس مارسدن: كيفن / مالكولم دويل
- مالين أكرمان: تيس نيكولز
- إدوارد بيرنز: جورج
- جودي جرير: كايسي
- Melora هاردن: مورين
- Maulik Pancholy: ترينت
- Krysten ريتر: جينا
- برايان كيروين: هال

## وصلات خارجية
- 27 فستانا على موقع IMDb (الإنجليزية)
- 27 فستانا على موقع ميتاكريتيك (الإنجليزية)
- 27 فستانا على موقع روتن توميتوز (الإنجليزية)
- 27 فستانا على موقع نتفليكس (الإنجليزية)
- 27 فستانا على موقع قاعدة بيانات الأفلام العربية
- 27 فستانا على موقع ألو سيني (الفرنسية)
- 27 فستانا على موقع Turner Classic Movies (الإنجليزية)
- 27 فستانا على موقع أول موفي (الإنجليزية)
- 27 فستانا على موقع بوكس أوفيس موجو (الإنجليزية)
- 27 فستانا على موقع فيلمافينيتي (الإسبانية)
- موقع الفيلم الرسمي